# Hiraga Gennai
Hiraga Gennai (平賀 源内, 1728 — 24 de janeiro de 1780) foi um farmacologista japonês do período Edo, estudante do método Rangaku, médico, autor, pintor e inventor de coisas como Elekiter (Erekiteru, gerador eletrostático), Kandankei (termómetro) e Kakanpu (roupas de amianto). Escreveu várias obras com temática gay no Japão, tais como Nenashigusa (1763), Kiku no en (1764), San no asa (1768), e Nenashigusa kohen (1768). Também escreveu o ensaio satírico "Flatulência".

## Biografia

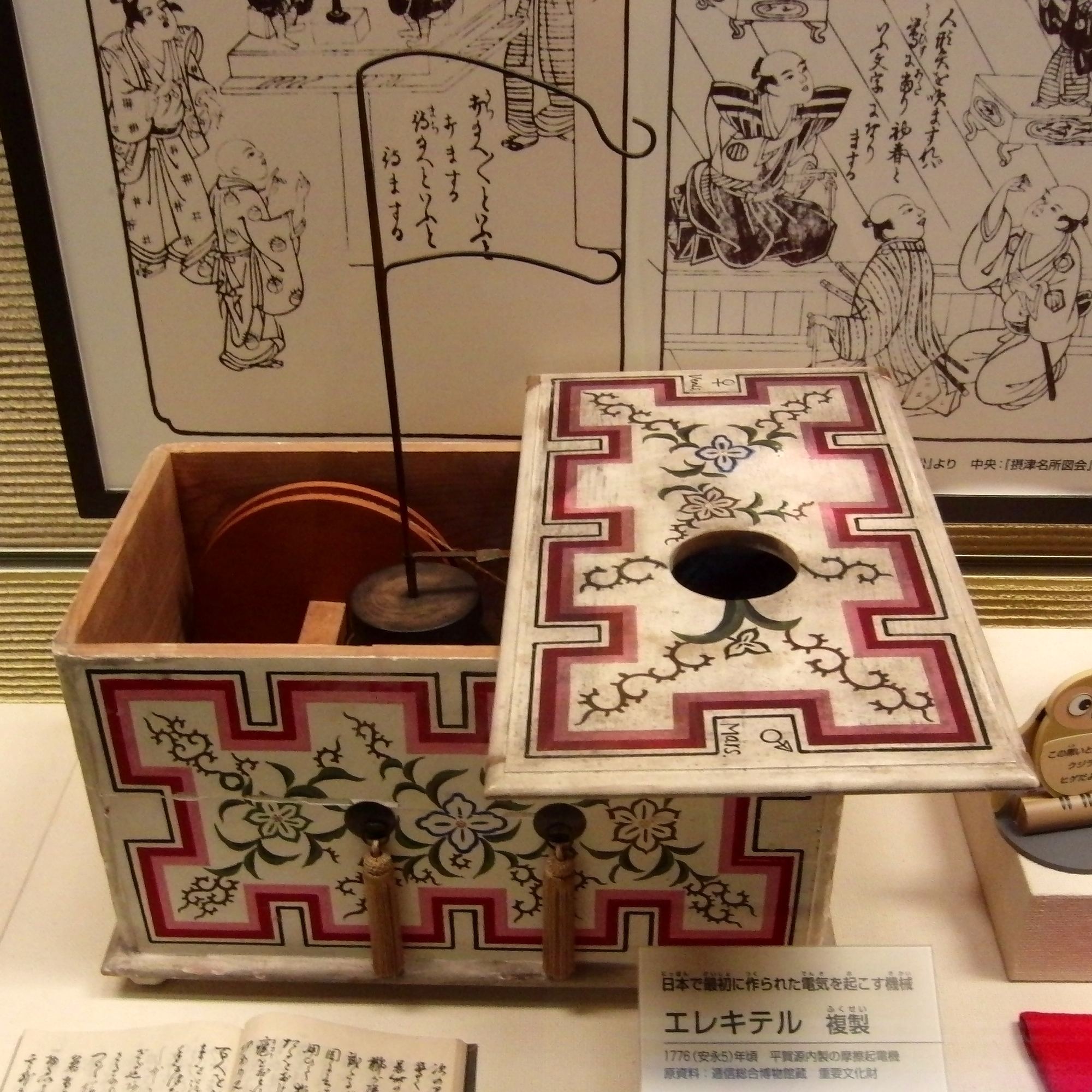
Uma réplica do Elekiter, exposta no Museu Nacional de Ciência, em Tóquio, no Japão.

Nascido numa família samurai de baixo escalão, o seu pai era Shiraishi Mozaemon (Yoshifusa), e a sua mãe pertencia ao clã Yamashita, e tinha vários irmãos. O seu verdadeiro nome era Kunitomo (国倫), mas também era conhecido pelos pseudónimos Kyūkei (鳩渓), Fūrai Sanjin (風来山人) (o seu principal pseudónimo), Tenjiku rōnin (天竺浪人) e Fukuchi Kigai (福内鬼外). É mais conhecido pelo nome "Gennai".
Estudou as ervas medicinais em Ósaca, com Toda Kyokuzan, antes de mudar-se para Edo em 1757. Nesta localidade, estudou com Tamura Ransui, e escreveu numerosos livros, alguns sobre tópicos científicos ou da natureza, outros sobre romances satíricos, nos géneros kokkeibon e dangibon. Durante as suas experiências científicas, ele explorou vários minérios, tecidos de asbesto, temperaturas calculadas, e trabalhou com eletricidade estática. Gennai também estudou as pinturas ocidentais e técnicas utilizadas na produção de cerâmica, tendo produzido diversas obras nesse contexto.
Interessado nos minerais, ele tentou abrir novas minas várias vezes, no entanto não obteve êxito. Em determinada ocasião, frustrado e enfurecido com a falta de apoio dos moradores da região, ele acabou matando um dos seus discípulos. Após este incidente foi preso, e morreu na prisão em 1780.
Hiraga, que apreciava amantes do sexo masculino, também escreveu diversas obras com temas homossexuais, incluindo guias e obras de ficção erótica.
Ele produziu e instruiu várias peças de cerâmica japonesa, que foram batizadas como artigos manufaturados de Gennai em sua homenagem, cujo estilo foi baseado nas cerâmicas de Kōchi.